# ATP Bologna Outdoor 1994
L'ATP Bologna Outdoor 1994 è stato un torneo di tennis giocato sulla terra rossa. È stata la 10ª edizione dell'ATP Bologna Outdoor, che fa parte della categoria World Series nell'ambito dell'ATP Tour 1994. Si è giocato a Bologna in Italia, dal 16 al 23 maggio 1994.

## Campioni

### Singolare
Javier Sánchez ha battuto in finale  Alberto Berasategui con il punteggio di 7–6(3), 4–6, 6–3

### Doppio
Danie Visser /  Laurie Warder hanno battuto in finale  Luke Jensen /  Murphy Jensen con il punteggio di 4–6, 6–4, 6–4